# Une de Mai
Une de Mai  est une jument de course, de race trotteur français. Elle fut une grande vedette des courses de trot des années 1966 à 1974. Elle reste dans les mémoires grâce à ses 74 victoires et presque 9 millions de francs français de gains. Elle n'a jamais remporté le Prix d'Amérique et ce malgré six tentatives.

## Parcours
Une de Mai est née en 1964 à Bournezeau en Vendée, chez Hippolyte Bernereau. Issue de Kerjacques et de Luciole III, cette grande jument alezane, liste blanche en tête, grandes oreilles et cagneuse, ne semblait pas prédestinée à une illustre carrière. C'est Pierre-Désiré Allaire, alors entraîneur, qui la découvre et l'achète à son propriétaire Michel Lemelletier. 
Peu de temps avant ses victoires dans le Prix de Vincennes et le Critérium des 3 ans, le comte Pierre de Montesson en achète la moitié à Pierre-Désiré Allaire afin de la faire courir sous ses couleurs. Le trio formé du comte de Montesson (propriétaire), de Jean-René Gougeon (entraîneur et driver) et de Jean-Lou Peupion (lad) révélera la championne qui remportera sa première grande victoire internationale dans le Prix d’Europe à Milan.
De 1969 à 1973, elle remporte la plupart des grands prix internationaux en France et à l'étranger. Officieuse championne du monde en 1969 et 1971, elle fait sensation en devançant Nevele Pride (en), cheval de légende que les Américains considéraient comme invincible. Elle règne alors sur le trot européen, ce dont témoignent les trois éditions du Grand Circuit européen qu'elle s'adjuge consécutivement, exploit que seul Idéal du Gazeau renouvellera.
Sa carrière s'interrompt en 1974. Elle meurt en 1978 à la suite d'une déchirure à l'estomac, un mois seulement après avoir fait naître une seule et unique pouliche baptisée May Flower. Celle-ci ne donnera à son tour naissance qu'à Reine de Mai, en 1983, qui aura en revanche une descendance très nombreuse par deux de ses filles : Gazelle (1994) et Joie de Mai (1997).

## Palmarès
France
- Prix de Paris (1970, 1973)
- Prix de France (1972)
- Grand Critérium de vitesse de la Côte d'Azur (1969, 1970, 1971, 1972, 1973)
- Prix de la Côte d'Azur (1970, 1971, 1972)
- Critérium des 3 ans (1967)
- Prix de l'Atlantique (1971, 1972)
- Prix René Ballière (1970, 1971)
- Prix de Vincennes (1967)
- Prix de Sélection (1970)
- Prix de l'Étoile (1969)
- Prix d'Europe
- Prix d'Été
- Prix de Washington
- 2e Prix d'Amérique (1969)
- 2e Prix de France (1969, 1970, 1973)
- 2e Prix de l'Atlantique (1970, 1973)
- 2e Critérium des 4 ans (1968)
- 3e Prix d'Amérique (1971)
- 4e Prix d'Amérique (1973, 1974)

 Italie
- Grand Prix de la Loterie (1969, 1970, 1971)
- Grand Prix des Nations (1970, 1971)
- Gran Premio d'Europa (ITA)

 Allemagne
- Prix des Meilleurs (1971)
- Elite Rennen (1971)

 Pays-Bas
- Grand Prix des Pays-Bas (1971)

 Europe
- Grand Circuit européen (1970, 1971, 1972)

 États-Unis
- International Trot (1969, 1971)
- Challenge Cup (1971, 1973)
- 2e International Trot (1972)
- 2e Challenge Cup (1969, 1972)
- 3e International Trot (1973)

 Suède
- 3e Elitloppet (1971)

## Origines
| Origines de Une de Mai | Origines de Une de Mai | Origines de Une de Mai | Origines de Une de Mai |
| ---------------------- | ---------------------- | ---------------------- | ---------------------- |
| Père Kerjacques        | Quinio                 | Hernani III            | Ontario                |
| Père Kerjacques        | Quinio                 | Hernani III            | Odessa                 |
| Père Kerjacques        | Quinio                 | Germaine               | Phoenix                |
| Père Kerjacques        | Quinio                 | Germaine               | Lysistrata             |
| Père Kerjacques        | Arlette III            | Loudéac                | Boléro                 |
| Père Kerjacques        | Arlette III            | Loudéac                | Bonne Fortune          |
| Père Kerjacques        | Arlette III            | Maggy II               | Fidus                  |
| Père Kerjacques        | Arlette III            | Maggy II               | Dédette II             |
| Mère Luciole III       | Euripide               | Kairos                 | The Great McKinney     |
| Mère Luciole III       | Euripide               | Kairos                 | Uranie                 |
| Mère Luciole III       | Euripide               | Staal D                | Duc de Normandie II    |
| Mère Luciole III       | Euripide               | Staal D                | Bagatelle III          |
| Mère Luciole III       | Fleur de Mai F         | Loudéac                | Boléro                 |
| Mère Luciole III       | Fleur de Mai F         | Loudéac                | Bonne Fortune          |
| Mère Luciole III       | Fleur de Mai F         | Nuit de Mai            | Enfant de Troupe       |
| Mère Luciole III       | Fleur de Mai F         | Nuit de Mai            | Fleur de Mai           |

## Hommages
- En sa mémoire, un Prix Une de Mai se court chaque année à Vincennes sur une distance de 2 175 mètres en attelé (groupe II) réservé aux pouliches de 2 ans ;
- Salvador Dalí, impressionné par ses performances, l'immortalise en 1972 dans un portrait de technique mixte mélangeant la photo et la lithographie ;
- Myriam Baran dans son ouvrage intitulé « 100 chevaux de légendes » consacre un article à Une de Mai.